# Registrované partnerství na Slovensku
Národní rada hlasovala o třech návrzích zákona o registrovaném partnerství, a sice v letech 1997, 2000 a 2012. Všechny byly zamítnuty.

## Registrované partnerství
V letech 2008 a 2009 zahájila LGBT organizace Iniciatíva Inakosť veřejnou kampaň za legalizaci tzv. životního partnerství (Životné partnerstvo) pro páry stejného pohlaví. V lednu 2008 proběhla schůze mezi LGBT aktivisty a slovenským premiérem Dušanem Čaplovičem ohledně návrhu. Po celý rok 2008 podnikla Iniciatíva Inakosť nespočet veřejných diskusí na téma registrovaného partnerství. Největším podporovatelem registrovaného partnerství je Strana zelených.
V březnu 2012 oznámila Sloboda a Solidarita svůj záměr předložit návrh zákona o registrovaném partnerství. 23. srpna téhož se tento návrh projednával v parlamentu. Pokud by prošel, získaly by homosexuální páry veškerá práva a povinnosti vyplývající z manželství, včetně vyživovací povinnosti, dědických práv, přístupu ke zdravotním informacím a právu na pozůstalostní důchod. Jedinou výjimku by tvořila otázka osvojování dětí. 19. září oznámila vládnoucí strana SMER – sociálna demokracia, že registrované partnerství nepodpoří. Národní rada následně návrh zamítla v poměru hlasů 14:94.
V srpnu 2017 slíbila poslankyně Lucia Ďuriš Nicholsonová (SaS), že znovu předloží návrh zákona o registrovaném partnerství Národní radě.
11. prosince 2017 se setkal slovenský prezident Andrej Kiska s představiteli Iniciativy Inakosť a vyzval k dalším diskuzím ohledně práv homosexuálních párů. Ten samý den řekla opoziční strana SaS, že se znovu pokusí prosadit zákon o registrovaném partnerství.
Opoziční Sas předložila návrh zákona o registrovaném partnerství Národní radě SR v červenci 2018. Nová legislativa by homosexuálním i heterosexuálním párům garantovala některá práva a povinnosti vyplývající z uzavřeného svazku, zejména v oblasti dědictví a informování o zdravotním stavu druhého partnera. Parlament by se jím měl začít zabývat v září.

## Stejnopohlavní manželství
V lednu 2014 předložilo Kresťanskodemokratické hnutie návrh přijetí nového ústavního zákona, který by zakazoval manželství osob stejného pohlaví. V únoru 2014 oznámil ministr kultury Marek Maďarič, že je dostačná podpora u poslanců většinové strany SMER - Sociálna demokracia, a že ústavní definice heterosexuálního manželství zřejmě projde. 40 opozičních poslanců zpracovalo návrh ústavního zákona nepřipouštějícího stejnopohlavní manželství Národní radě Slovenské republiky. Slovenský premiér Robert Fico v reakci na toto řekl: „Smer podpoří návrh změny ústavy předložený opozicí, což se výrazně odrazí v našem právním řádu“. Návrh zákona o zákazu stejnopohlavního manželství byl přijat v poměru 103:5 hlasům. Nový zákon výrazně zkomplikuje potenciální budoucí přijímání zákonů legalizujících stejnopohlavní soužití s důvodem jejich neústavnosti. V červnu 2014 prošla změna ústavy v poměru hlasů 102:15. Slovensko se takto zařadilo po bok zemí, jejichž ústava vymezuje manželství jako svazek muže a ženy – Polsko, Maďarsko, Ukrajina atd.

### Referendum
V prosinci 2013 vypsala konzervativní občanská iniciativa „Aliancia za rodinu“ petici za ústavní definici manželství jako svazku muže a ženy. Kromě toho vyžadovala vypsání referenda ve věci několika dalších kulturně-etických otázek. Požadovala zákaz osvojování dětí páry stejného pohlaví a zákaz sexuální výchovy na školách. Rovněž navrhovali, aby jakémukoli jinému soužití mimo manželství nebyla přiznána zvláštní ochrana, která po změně ústavy má náležet pouze manželství, zejména uznání, registrace či jeho evidování před veřejnou autoritou a možnosti osvojení dítěte druhým manželem rodiče. Aktivisté z Aliancie za rodinu dále silně zkritizovali švédskou firmu vyrábějící nábytek Ikea za fotografii lesbické rodiny v jejich propačních materiálech.
K srpnu 2014 získala Aliancia za rodinu přes 400 tisíc podpisů za vypsání referenda obsahujícího následující čtyři otázky:
1. Souhlasíte s tím, aby se manželstvím nemohlo nazývat žádné jiné soužití osob kromě svazku mezi jedním mužem a jednou ženou?
2. Souhlasíte s tím, aby párům nebo skupinám osob stejného pohlaví nebylo umožněno osvojení (adopce) dětí a jejich následná výchova?
3. Souhlasíte s tím, aby žádnému jinému soužití osob mimo manželství nebyla přiznána zvláštní ochrana, práva a povinnosti, které jsou právními normami k 1. březnu 2014 přiznány pouze manželství a manželům - zejména uznání, registrace či evidování jako životního společenství před veřejnou autoritou, možnost osvojení dítěte druhým manželem rodiče?
4. Souhlasíte s tím, aby školy nemohly vyžadovat účast dětí na vyučování v oblasti sexuálního chování či eutanazie, pokud jejich rodiče nebo děti samy nesouhlasí s obsahem vyučování?
Slovenský prezident Andrej Kiska tyto otázky postoupil k přezkoumání Ústavním soudem. V říjnu 2014 vyhodnotil Ústavní soud třetí otázku referenda jako neústavní.
Slovenské referendum o rodině tedy v den svého konání 7. února 2015 obsahovalo pouze tři zbylé otázky. Valná většina zúčastněných všechny tři otázky podpořila, avšak vzhledem k nízké účasti bylo referendum prohlášeno za neplatné.

### Rozhodnutí Soudního dvora EU (2018)
5. června 2018 rozhodl Soudní dvůr EU, že všechny členské země, které nelegalizovaly homosexuální sňatky (včetně Řecka), jsou povinné uznávat taková manželství uzavřená v těch státech EU, kde už jsou legální, a garantovat tak stejnopohlavním manželům občanů EU právo trvalého pobytu. Soud zároveň připomenul, že všechny členské země mají právo se samy rozhodnout, zda do svého právního řádu zavedou manželství párů stejného pohlaví s tím, že ale nesmí porušovat princip volného pohybu občanů EU a jejich manželů bez ohledu na pohlaví. Z hlediska EU je slovo manžel vnímáno v souladu se soudním rozhodnutím jako genderově neutrální.
Ministerstvo vnitra oznámilo, že rozhodnutí neprodleně zakomponuje do slovenského právního řádu.
Rozhodnutí Soudního dvora EU se setkalo s kladným přijetím ze strany Mezinárodní gay a lesbické asociace (ILGA) a dalších lidskoprávních skupin. Naopak nesouhlas s ním vyjádřila slovenská katolická církev.

## Veřejné mínění
V posledních několika letech se postoj Slováků k homosexuálním párům mění k lepšímu. Podle statistiky z r. 2009 podporuje registrované partnerství 45 % Slováků a 41 % je proti a 14 % nemá jednoznačný názor. Podpora konkrétním právům je mnohem vyšší. 56 % respondentů podporuje právo homosexuálních párů na společné vlastnictví, 72 % na přístup k informacím o zdravotním stavu partnera a 71 % pracovní volno na pohřeb partnera.
| Slováci podporují právo homosexuálů na                         | 2008    | 2008   | 2009    | 2009   | 2012    | 2012   | 2015    | 2015   | 2016    | 2016   |
| Slováci podporují právo homosexuálů na                         | ANO [%] | NE [%] | ANO [%] | NE [%] | ANO [%] | NE [%] | ANO [%] | NE [%] | ANO [%] | NE [%] |
| -------------------------------------------------------------- | ------- | ------ | ------- | ------ | ------- | ------ | ------- | ------ | ------- | ------ |
| „Registrované partnerství“                                     | 42      | 44.8   | 45      | 41     | 47      | 38     | 50.4    | 34.7   | 40.4    | 55.8   |
| „Vzájemnou vyživovací povinnost mezi partnery“                 | 47.3    | 32.3   | 51      | 29     | 50      | 31     | -       | -      | -       | -      |
| „Rovná práva v oblasti zdanění“                                | 40.7    | 43     | 43      | 39     | 45      | 38     | -       | -      | -       | -      |
| „Pozůstalostní důchod po zemřelém partnerovi“                  | 45.2    | 36.9   | 45      | 37     | 48      | 36     | -       | -      | -       | -      |
| „Přístup k informacím o zdravotním stavu partnera“             | 64.2    | 21     | 72      | 16     | 75      | 15     | -       | -      | -       | -      |
| „Právo na pracovní volno z důvodu doprovodu partnera k lékaři“ | 54.1    | -      | 57      | -      | 58      | -      | -       | -      | -       | -      |
| „Právo na pracovní volno z důvodu pohřbu“                      | 69.4    | -      | 71      | -      | 73      | -      | -       | -      | -       | -      |
| „Právo společného vlastnictví“                                 | 58.1    | -      | 56      | -      | 60      | -      | -       | -      | -       | -      |
| „Vznik společného jmění“                                       | 54.5    | -      | 56      | -      | 57      | -      | -       | -      | -       | -      |
| „Ošetřovné při péči o nemocného partnerar“                     | 57.5    | -      | 61      | -      | 61      | -      | -       | -      | -       | -      |
| "Manželství"                                                   | -       | -      | -       | -      | -       | -      | 26      | 74     | 27.3    | 68.7   |
| "Adopce dětí"                                                  | -       | -      | -       | -      | -       | -      | -       | -      | 20.3    | 74.8   |